# Camillo Arduino
Camillo Arduino (Torino, 19 marzo 1896 – Torino, 23 luglio 1988) è stato un ciclista su strada italiano.

## Carriera
Da dilettante disputò i Giochi olimpici di Anversa nel 1920, classificandosi 24º nella prova individuale, una cronometro di 175 km, e quinto in quella a squadre (classifica stilata dalla somma dei tempi dei quattro componenti di ciascuna nazionale).
Professionista dal 1921 al 1928, prima con Bianchi (ciclismo), poi con Atala e Maino, non raccolse successi fra i professionisti. Ottenne comunque buoni piazzamenti nelle corse in linea del panorama italiano, soprattutto nella Milano-Sanremo e nel Giro del Piemonte, dove in più di una occasione entrò nei primi dieci della classifica; nel 1925 concluse inoltre al secondo posto il Giro della Provincia di Milano, corso in coppia con Bartolomeo Aymo.

## Palmarès
- 1920 (Dilettanti)

Coppa Girardengo

## Piazzamenti

### Classiche monumento
- Milano-Sanremo

1921: 18º
1923: 7º
1924: 10º
1928: 26º
- Parigi-Roubaix

1925: 63º
- Giro di Lombardia

1922: 17º

### Competizioni mondiali
- Giochi olimpici

Anversa 1920 - Prova individuale: 24º
Anversa 1920 - Prova a squadre: 5º